# Koeksuster

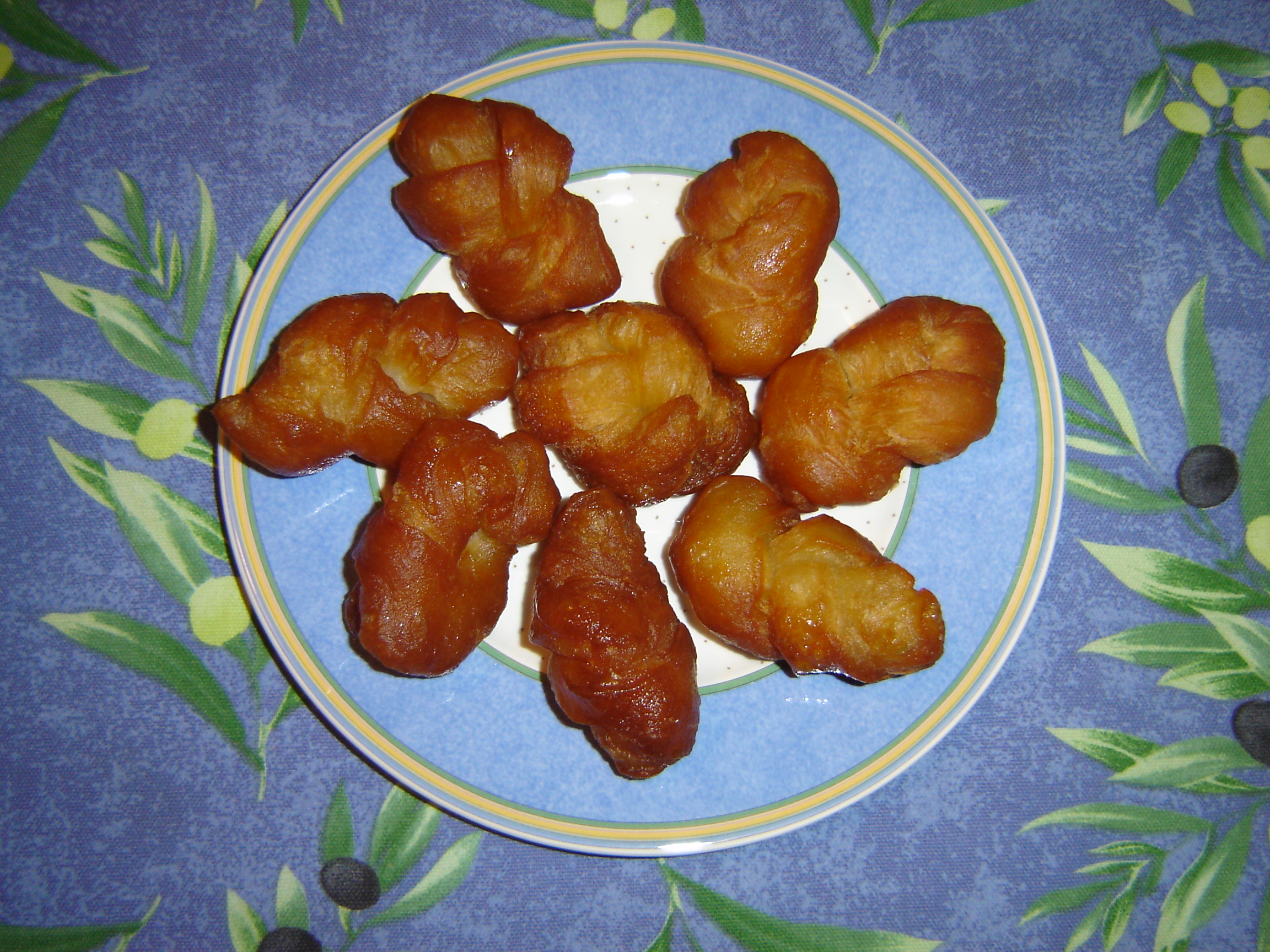
Unos Koeksisters.

Un koesister o koeksister es un dulce de la cocina sudafricana cuyo nombre proviene de la palabra holandesa koekje, el diminutivo de koek que significa "bollo". El Koeksister es un dulce de Sudáfrica recubierto de sirope y que tiene una masa muy similar a la de un donut en una especie de forma de trenza. Se prepara mediante fritura de una masa en aceite hirviendo para recubrirlo posteriormente con sirope de azúcar. Los koeksisters se comen preferiblemente fríos y son muy pegajosos y dulces.

## Origen y variantes
Los koeksusters proceden de Cape Malay. La versión afrikáner es mucho más empalagosa y crujiente que la versión malaya y su textura es más la de un bollo, es mucho más espesa, y por regla general se encuentra recubierto de coco rallado. Existe una diferencia en la pronunciación, la más preferidas es la que se menciona como koesister.
También tiene similitud con el dulce de origen holandés Oliebollen (bollo de aceite, ya que se fríe en aceite). Tiene la misma estructura pero se añaden uvas pasas, se prepara de la misma manera y también se come frío. El "Oliebol" se suele comer en Nochevieja en los países bajos.